# P·A·L
P·A·L, a volte scritto come P*A*L, o anche PAL, e raramente Pal, sono un progetto musicale tedesco di Christian Pallentin, il cui stile va dal power noise all'ambient ed è fra i più longevi progetti prodotti dalle etichette tedesche Hymen Records ed Ant-Zen.

## Storia del progetto
Il nome P·A·L viene dalla prima parte del cognome di Christian Pallentin (11 maggio 1966), il fondatore ed unico membro dei P·A·L. Pallentin Iniziò a sperimentare musica nel 1986.
È del 1993 l'incontro con Stefan Alt, che lo incluse in un album compilazione della sua etichetta, la Ant-Zen. L'album edito su cassetta si intitolava Tilarids & Reynir.

## Discografia parziale
- Concrete Rage, 1993, (Cassetta autoprodotta)
- After Hour Sounds, 1994, (Cassetta autoprodotta - ristampa 1997 su Dark Vinyl Records)
- Plugged/Live, 1994, (Cassetta Ant-Zen)
- Consent, 1994, (7”, Ant-Zen)
- Initiation, 1995, (Cassetta SSSM)
- Sacred Women, 1995, (MCD, Steinklang Industries)
- Signum, 1995, (CD Ant-Zen)
- Reel, 1996, (MCD Ant-Zen)
- Deutsch NeP·A·L, 1996, (con Deutsch Nepal) (7”, Ant-Zen)
- Remote, 1997, (7”, Hands Productions)
- M@rix, 1997, (CD, Ant-Zen)
- M@rmx, 1998, (LP, Hymen Records)
- Play at 2:00 A.M., 1999, (12”, MHz)
- Untitled, (condiviso con Ah-Cama Sotz), 1999, (7”, Nocturnus)
- Release, 2000, (CD, Ant-Zen)
- Live at 2:00 A.M., 2002, (CD, Pflichtkauf)
- Retro, 2004, (CD, Ant-Zen)
- Modus, 2006, (CD, Ant-Zen)